# 7083 Kant
För andra betydelser, se Kant (olika betydelser).
7083 Kant eller 1989 CL3 är en asteroid i huvudbältet som upptäcktes den 4 februari 1989 av den belgiske astronomen Eric W. Elst vid La Silla-observatoriet. Den är uppkallad efter den tyske filosofen Immanuel Kant.
Asteroiden har en diameter på ungefär 13 kilometer.